# Juggernaut Wars
Juggernaut Wars — игра в жанре Action/RPG, вошедшая коллекцию самых инновационных игр года «Лучшее 2016» по версии App Store. Игра распространяется по модели Free-to-play.

## Игровой процесс
В Juggernaut Wars игрок должен собрать отряд героев и спасти пропавшую принцессу. Для этого игроку предстоит разблокировать более 50 героев мира Харадан, прокачать и экипировать их и пройти несколько сотен сюжетных миссий.
Постепенно для игрока открываются новые возможности, в том числе социальные — становится доступна клановая система, битвы с другими героями, ежедневные испытания. Клановая система позволяет объединяться с другими игроками для прохождения совместных рейдов, улучшения способностей героев и кланового PvP, в котором принимают участие все игроки клана.
В бою отряд игрока действует самостоятельно, используя доступные способности и передвигаясь по карте. Каждый из героев имеет собственную шкалу Ярости, по накоплению которой становится доступно уникальное умение, открывающее тактические возможности для игрока. В некоторых режимах, таких как PvP, все умения используются автоматически.

## Отзывы и рецензии об игре
Игровые сайты довольно высоко оценили игру за качественную графику, увлекательный игровой процесс, а также за успешное использование фэнтези-стилистики.